# El Lobo (película)
El Lobo es una película dramática española de espionaje de 2004 dirigida por Miguel Courtois y protagonizada por Eduardo Noriega, José Coronado, Silvia Abascal y Jorge Sanz. Está basada en el libro periodístico Operación Lobo.

## Sinopsis
Este largometraje está basado en la historia real de Mikel Lejarza, más conocido por su apodo policial de "El Lobo", personaje que en la película está interpretado por Eduardo Noriega con el nombre de Txema Loygorri. Narra la historia de un agente del servicio secreto español que logró infiltrarse en las filas de ETA político-militar entre 1973 y 1975, consiguiendo desestabilizar la organización gracias a su intervención. Desde entonces, debió huir del País Vasco, viviendo oculto bajo la constante amenaza de ETA, con una nueva identidad y una nueva fisionomía lograda con operaciones estéticas.

## Temas
En el filme se pone de manifiesto el sentimiento arraigado de parte de la población vasca, así como también la visión política del momento que desde el mundo abertzale y desde el gobierno español franquista se tenía del conflicto. La película da a entender que si la dictadura de Franco lo hubiese querido, ETA habría sido desarticulada por completo. También que hay intereses ocultos por parte del Estado por la permanencia de ETA.

## Premios y nominaciones
- Dos premios y tres nominaciones en la 19ª edición de los premios Goya
- Mejor montaje: Guillermo S. Maldonado
- Mejores Efectos Especiales: Abades, Pascual y Lorenzo
- Mejor Actor Protagónico: Eduardo Noriega (candidato)
- Mejor Actriz Secundaria: Silvia Abascal (candidato)
- Mejor Dirección de Producción (candidato)

## Reparto
| Actor/Actriz            | Personaje                 |
| ----------------------- | ------------------------- |
| Eduardo Noriega         | Txema                     |
| José Coronado           | Ricardo                   |
| Mélanie Doutey          | Amaia                     |
| Silvia Abascal          | Begoña                    |
| Santiago Ramos          | Pantxo                    |
| Patrick Bruel           | Nelson                    |
| Jorge Sanz              | Asier                     |
| Manuel Zarzo            | Matías                    |
| Fernando Cayo           | Txino                     |
| Juan Fernández          | Comandante Palacios       |
| Roger Pera              | Mediometro                |
| José Luis García-Pérez  | Mejía                     |
| Pau Cólera              | Arteaga                   |
| Juan Polanco            | Gordo                     |
| Antonio Ferrera         | Reto                      |
| Chema Muñoz             | Arrieta                   |
| Jacobo Dicenta          | Napia                     |
| Joserra Buruaga         | Joserra                   |
| Héctor Colomé           | General Ortega            |
| Cristina Perales        | Soto                      |
| Alex O'Dogherty         | Cabo policía              |
| Julio Vélez             | Guardia civil frontera    |
| Saturnino García        | Jubilado                  |
| Javier Tolosa           | Padre Zunzunegui          |
| Antonio Castro          | Contreras                 |
| Antonio Onetti          | Sargento                  |
| Antonio Cifo            | Guardia civil aeropuerto  |
| César Solar             | Policia armada            |
| Juan Matute             | Alférez                   |
| Pedro Ocaña             | Municipal                 |
| Amanda Marugán          | Montse                    |
| Nuria Pasanau           | Periodista                |
| David Recuero           | Iñaki 2 años              |
| Canco Rodríguez         | Narciso                   |
| Carmen Rossi            | Esposa jubilado           |
| Ramon Camín             | Camarero retiro           |
| Melchor Miralles        | Taxista                   |
| José Hervás             | Javier                    |
| Arantxa Iglesias        | Esposa Narciso            |
| Ana Calderón            | Hija Narciso              |
| Daniel Sánchez          | Iñaki 4 años              |
| Juan Hurtado            | Policía armada            |
| Julia Miralles          | Vendedora de periódicos 1 |
| Claudia Torrente        | Vendedora de periódicos 2 |
| Juan Expósito           | Policia                   |
| Luis Fernández de Eribe |                           |
| Elena Muñoz             | Gitana                    |
| Jacobo Miralles         | Limpiabotas               |
| Juanjo Mugica           | Terrorista                |
| Juan José Rodríguez     | Narciso                   |